# Antisuyu

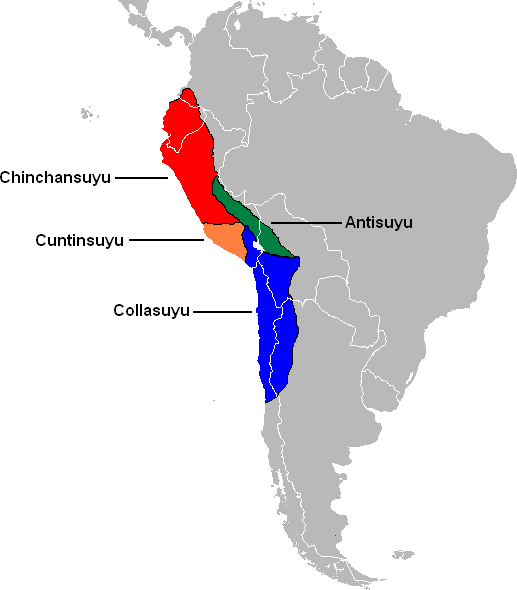
De gewesten van het Incarijk

Antisuyu (quechua: anti = oost, suyu = regio) was het oostelijke deel van het Incarijk of Tawantisuyu, zoals ze hun eigen rijk noemden. Het was een van de vier gewesten waarvan de stad Cuzco het middelpunt vormde.
Het was het op een na kleinste gewest en het enige dat niet aan de Grote Oceaan grensde. Deze streek werd van oudsher bevolkt door de Asháninka en andere oerwoudindianen.
De Inca's beschouwden Antisuyu samen met het oostelijke deel van Collasuya als de grens van hun beschaving en de woestenij van het Amazonewoud. Vandaar dat het als belangrijkste doortocht fungeerde voor de handel in coca met de volken uit het oerwoud.